# Série 41 a 52 da CP
A Série 41 a 52, conhecida como caranguejas, foi uma família de locomotivas a tracção a vapor, utilizada pela Companhia Real dos Caminhos de Ferro Portugueses desde 1879.

## História

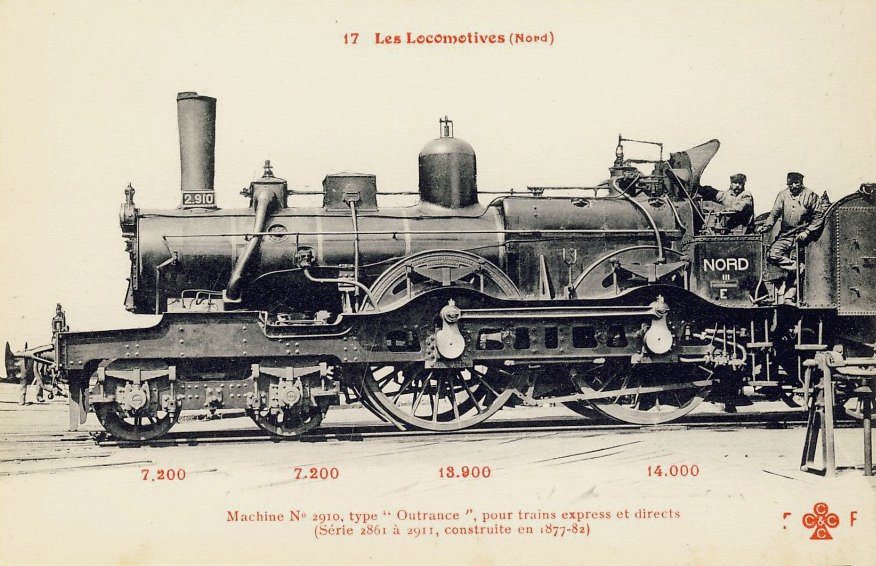
Locomotiva 220 2910 da Compagnie des chemins de fer du Nord, em França, do tipo Outrance.

Desde os primórdios dos caminhos de ferro em Portugal que se procurou acompanhar a evolução tecnológica em termos de material motor, através de acordos com companhias estrangeiras. Assim, em 1879 a Companhia Real dos Caminhos de Ferro Portugueses inaugurou a Série 41 a 52, que foram as primeiras locomotivas com um bogie dianteiro, apenas com cerca de dois anos de atraso em relação a França. Com efeito, eram muito semelhantes às locomotivas pioneiras, conhecidas como Outrance, que eram utilizadas pela Compagnie des chemins de fer du Nord, sendo a única diferença o menor diâmetro dos rodados conjugados. Foram igualmente as primeiras locomotivas em Portugal a utilizar um bogie de guiamento, tendo por isso recebido a alcunha de caranguejas, o termo original em Portugal para definir os bogies.
Foram empregues na Companhia Real para rebocar os comboios rápidos, tendo sido as primeiras no país a fazer serviços deste tipo.

## Descrição
Esta série era composta por doze locomotivas a vapor. Possuíam rodas motoras com 1860 mm de diâmetro.

## Ficha técnica

### Características gerais
- Número de unidades construídas: 12[1]
- Ano de entrada ao serviço: 1879[1]
- Tipo de tracção: Vapor[1]